# والورده د لا ورا
والورده د لا ورا (به اسپانیایی: Valverde de la Vera) یک منطقهٔ مسکونی در اسپانیا است که در استان کاسرس واقع شده‌است. والورده د لا ورا ۴۷ کیلومتر مربع مساحت دارد ۵۰۹ متر بالاتر از سطح دریا واقع شده‌است.